# Beameromyia kawiensis
Beameromyia kawiensis là một loài ruồi trong họ Asilidae. Beameromyia kawiensis được Martin miêu tả năm 1957. Loài này phân bố ở vùng Tân Bắc giới.